# Дом творчества писателей

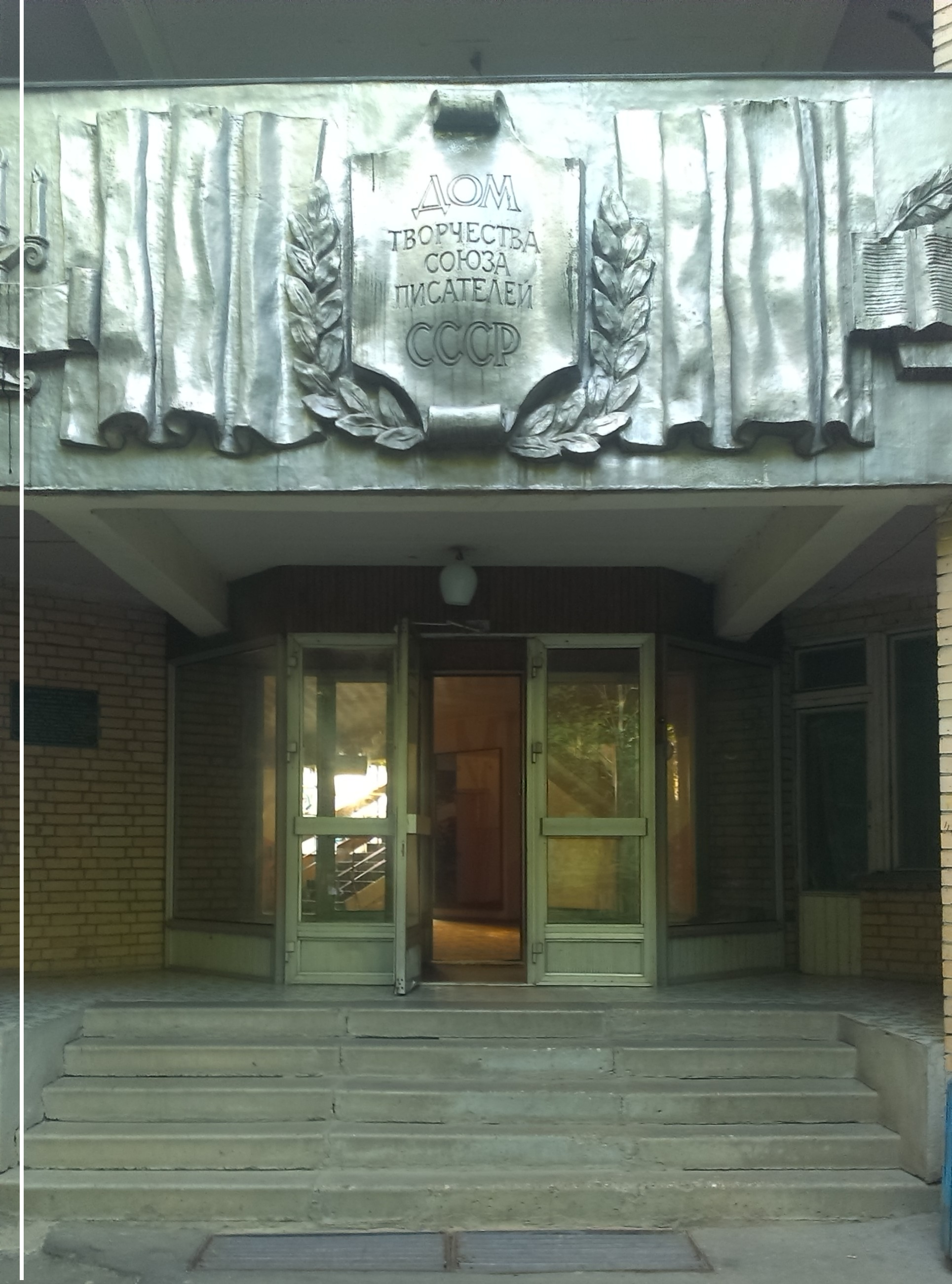
Дом творчества писателей Голицыно. Фото 7 июня 2015

Дом творчества писателей в СССР — пансионаты для писателей (таковыми в СССР признавались члены Союза писателей СССР).

## История
Начали массово создаваться после образования Союза писателей СССР в 1934 году.
Непосредственно ведение домами творчества осуществлял Литературный фонд при Правлении Союза, региональные писательские организации также имели свои литературные фонды. В задачу литературных фондов входило оказание писателям материальной поддержки: создание условий для работы, обеспечение жильём, строительство и обслуживание «писательских» дачных посёлков, предоставление путёвок в дома творчества писателей, оказание бытовых услуг, снабжение продуктами питания, индивидуальный пошив одежды. В годы расцвета Союз писателей СССР имел в своей собственности 22 Дома творчества.
В Домах творчества работали А. Ахматова, А. Куприн, Арсений Тарковский, В. М. Шукшин, А. Макаренко, А. Гайдар, Юрий Тынянов, К. Симонов, Е. Долматовский, Е. С. Вентцель и др.

…порою мне начинает казаться, что и на свет-то я появился здесь, в этом писательском убежище, напоминающем старинную богадельню, и мужал, и старел тут же — безвылазно. С чего бы такие фантазии? Просто существо мое, затворяясь в стенах «интеллигентного» общежития, наверняка испытывало и по сию пору претерпевает на себе колоссальной концентрации энергию, оставленную за десятилетия в каждой из комнат-гнёзд многочисленными мечтателями и честолюбцами, чудаками и завистниками, стяжателями и бессребрениками духа, и, погружаясь в слои, в тяжкие пласты и глубины этой энергии, добавляя в неё свои собственные эго- (от «мега») — ватты, ты как бы начинаешь помаленьку забывать «внешний мир» со всеми его красотами и соблазнами, бедами и победами, погружаясь в свободу одиночества, приобретая задумчивый вид добровольного отшельника, ушедшего не столько в себя, сколько в ложное ощущение, что ты-де не совсем такой, как все, а как бы еще и писатель, фантазёр, иными словами — человек, если и не сошедший с ума, то сдвинутый с круга нормальной жизнедеятельности.— Глеб Горбовский
В условиях новой экономической ситуации дома творчества оказались в сложной ситуации.

## Известные дома творчества
- Дом творчества Переделкино (создан в 1955 году)[5][6]
- Дом творчества в Комарово (создан в 1956 году)[7]

Дом творчества Царское село (организован в собственном доме А. Н. Толстого, подаренном хозяином Литфонду после развода с Крандиевской в 1935 году)
Дом творчества Внуково (создан в 1970-е годы)
Дом творчества имени А. С. Серафимовича «Малеевка» (создан в особняке В. М. Лаврова, арендованном Литфондом с 1927 года)
Дом творчества имени А. П. Чехова в Ялте (создан в 1934 году на территории имения промышленника и мецената A. M. Эрлангера)
Дом творчества Коктебель (создан по инициативе М. А. Волошина в его доме).
Дом творчества Голицыно (создан в 1932 году в доме Ф. А. Корша)
Дом творчества имени Райниса в Дубулты (создан в 1946 году)
Дом творчества Гагра (создан в 1959 году)
Дом творчества имени Дмитрия Гулия в Пицунде (создан в 1951 году, ныне — пансионат «Литфонд»).
Дом творчества украинских писателей Ирпень, создан в 1936 году в бывшей даче известного предпринимателя И. Чоколова
Дом творчества в Одессе (улица Дача Ковалевского, д.111)
Дом творчества белорусских писателей (создан в 1934 году, с 1956 года находился в Королищевичах, позже в Ракове под Минском (Дом творчества писателей «Ислочь», открыт 27 ноября 1986 года).

## Галерея Дома творчества писателей

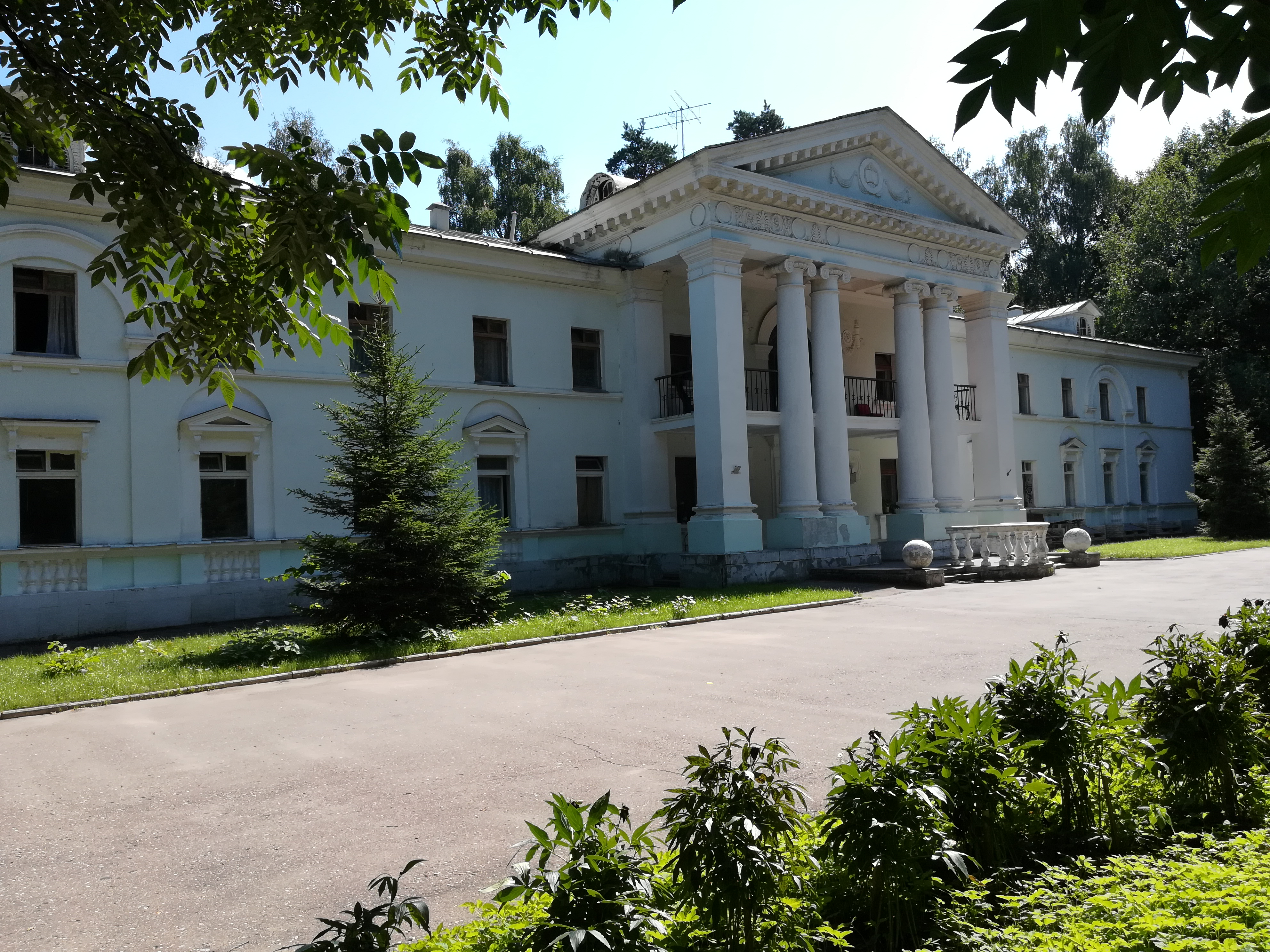
Дом творчества писателей Переделкино
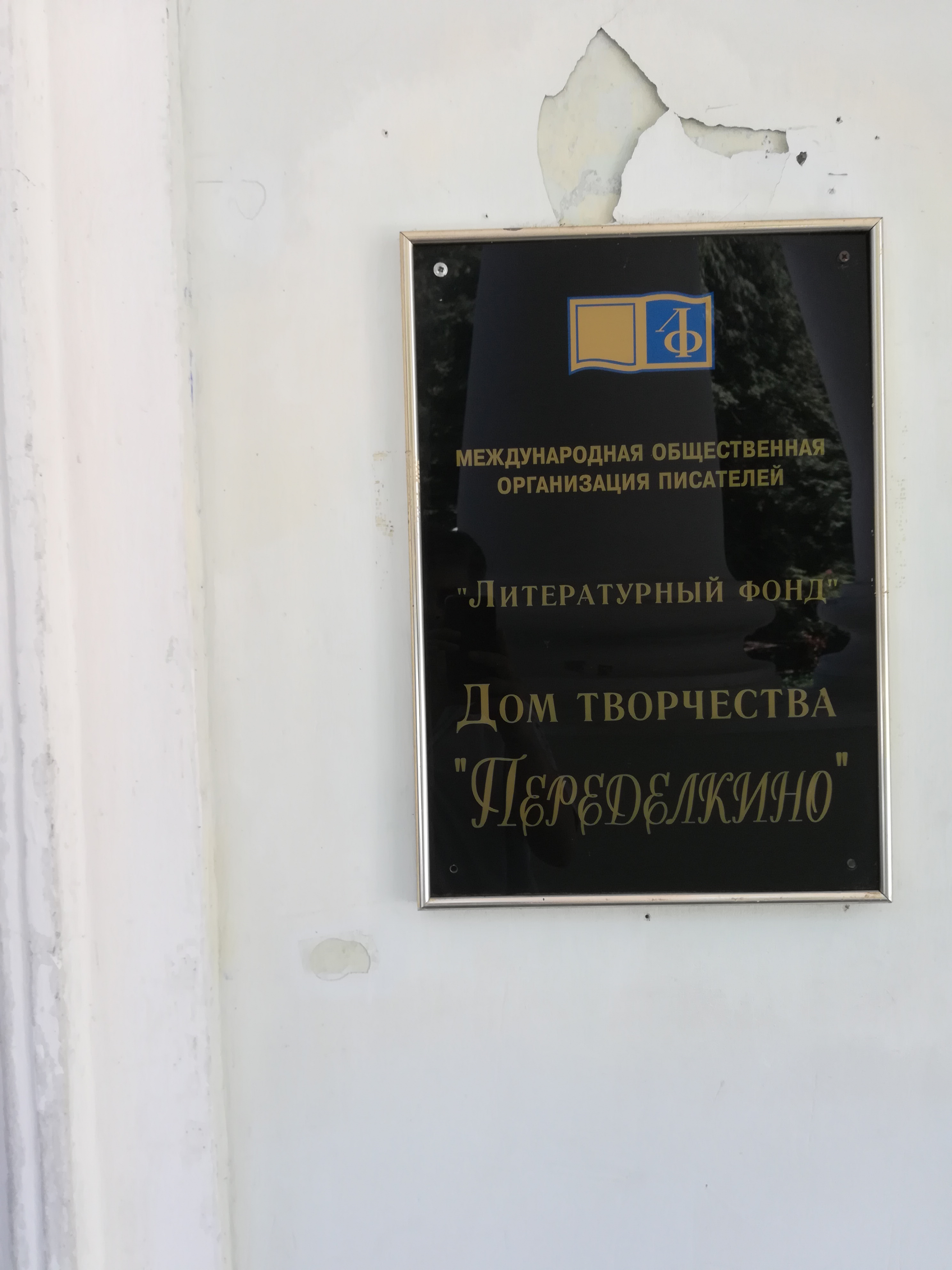
Второй этаж писательского Дома творчества в Переделкине («старый корпус»).
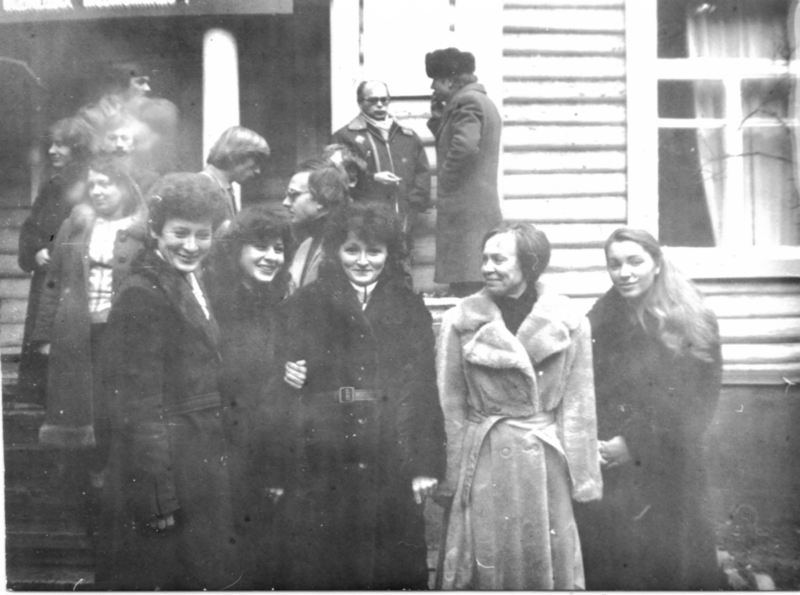
Молодые белорусские писатели у Дома творчества Королищевичи, 1980-е годы